# Naoto Sato
Naoto Sato (佐藤 直人 Satou Naoto?) es un astrónomo amateur japonés gran descubridor de asteroides.
El asteroide (6025) Naotosato, descubierto por Urata el 30 de diciembre de 1992, fue nombrado así en su honor.